# Touwsrivier
Touwsrivier è una cittadina sudafricana situata nella municipalità distrettuale di Cape Winelands nella provincia del Capo Occidentale.

## Geografia fisica
Touwsrivier si trova al limitare sud-orientale del Grande Karoo, a est dei monti del fiume Hex e a nord del Langeberg, nel punto in cui il fiume Donkeys confluisce nel fiume Touws, dal quale la cittadina prende il nome.